# Balázs Magyar
Balázs Magyar (in italiano Biagio il Magiaro; ... – Košice, 1490) è stato un militare ungherese. Fu un comandante militare e ufficiale di stato nel Regno d'Ungheria nel XV secolo e Voivoda di Transilvania (1472-1475). Era il padre di Benigna Magyar, moglie dal generale Pál Kinizsi.

## Biografia
L'anno o il luogo di nascita sono sconosciuti. Secondo alcune fonti, Blas Magyar era di origine serba, come la famiglia Kinizsi. Altre fonti collocano le sue origini nella città di Mera, vicino a Cluj-Napoca, in Transilvania, da cui avrebbe preso il soprannome. Questa seconda versione supporta anche la leggenda secondo cui egli proveniva da una famiglia di servi della gleba. Magyar iniziò la sua carriera militare sotto il comando del conte ungherese Giovanni Hunyadi, un famoso condottiero del suo tempo. Quando il figlio di Hunyadi, Mattia Corvino, fu eletto re d'Ungheria, Magyar continuò il suo servizio militare e si distinse come un soldato promettente a cui furono affidate diverse campagne contro gli Hussiti in Boemia.
Nel 1462 Magyar divenne capitano generale degli eserciti ungheresi delle regioni settentrionali e otto anni dopo gli fu affidata la difesa dei confini meridionali del regno contro l'invasione dei turchi ottomani. Tra il 1470 e il 1472, nonché tra il 1473 e il 1474 e tra il 1482 e il 1483 fu bano della regione della Slavonia e della Croazia, poi voivoda della Transilvania tra il 1473 e il 1475. Come Voivoda di Transilvania, sostenne, all'interno della coalizione moldavo-ungherese-polacca, il voivoda Stefano III di Moldavia contro l'espansionismo turco, in particolare durante la battaglia di Vaslui e nel 1479 tentò senza successo di difendere l'isola di Veglia dai Veneziani. Nel 1480 Magyar recuperò Otranto per la corona ungherese.
Ricevette dal monarca ungherese i territori di Trenčín e lungo il Danubio, che furono ereditati dal marito della figlia Benigna, Pál Kinizsi. Possedeva anche il territorio di Nagyvázsony, dove fondò un monastero nel 1481 insieme a Kinizsi. Morì a Košice nel 1490.